# 大森善清
大森 善清（おおもり よしきよ、生没年不詳）とは、江戸時代の京都の浮世絵師。

## 来歴
師系不明、京都の人。西川祐信とほぼ同時期の元禄15年（1702年）から正徳6年（1716年）にかけて絵本や浮世草子の挿絵などを描く。画風は江戸の鳥居清信や菱川師宣のものを取入れている。善清が手がけた挿絵本は『しだれ柳』、『あやね竹』、『宇都山小蝶物語』、『新武者物語』、『新薄雪物語』が在名本で、この他にも無署名で本の挿絵を担当したと考えられていたが、近年の研究により絵本を20点余り描いていたことが確認されている。

## 作品

### 版本
- 『しだれ柳』墨摺一帖　※元禄15年（1702年）刊行。国立国会図書館、ニューヨーク公立図書館、町田市立国際版画美術館所蔵
- 『あやね竹』墨摺三帖　※元禄15年刊行。大阪府立大学、シカゴ美術館など所蔵
- 『宇都山小蝶物語』八冊　※森田吟夕作、宝永3年（1706年）刊行
- 『新武者物語』八巻　※挙堂作、宝永6年刊行
- 『新うす雪物語』五巻　※蘭嵠子作、正徳6年（1716年）刊行

### 肉筆画
| 作品名         | 技法     | 形状・員数 | 所有者                                   | 年代                              | 款記・印章                                         | 備考                                                                                   |
| -------------- | -------- | ---------- | ---------------------------------------- | --------------------------------- | -------------------------------------------------- | -------------------------------------------------------------------------------------- |
| 立美人図       | 紙本着色 | 1幅        | 奈良県立美術館                           | 1700-05年（元禄後期から宝永前期） | 印章「大森」（白文円印）・「善清之印」（朱文方印） | 無款ながら印章が伴っており、善清の基準作                                               |
| 緑台美人図     | 紙本着色 | 1幅        | 東京芸術大学大学美術館                   |                                   | 款記「大森善清」 印章「善清」（白文円印）          | 山東京伝後賛                                                                           |
| 都万太夫芝居図 | 紙本着色 | 六曲一隻   | 早稲田大学演劇博物館                     | 1700-05年（元禄後期から宝永前期） | 無款                                               | 「主として人物や松の描写の類似から、善清による元禄後期から宝永前期の作品と推定したい」 |
| 遊女と禿図     | 紙本着色 | 1幅        | 京都府立総合資料館（京都文化博物館管理） | 1700-05年（元禄後期から宝永前期） | 無款                                               | 無款だが、旧蔵者の吉川観方が善清筆とし、他の善清作品との比較から真筆としてよい作品。   |